# William Duesbury
William Duesbury va ser un important esmaltador i empresari britànic del segle xviii, fundador de la Royal Crown Derby i propietari de fàbriques de porcellana a Bow, Chelsea, Derby i Longton Hall.

## Biografia
Duesbury va néixer el 7 de setembre de 1725. Al voltant de 1742 estava treballant com a esmaltador a Londres, on va romandre fins a 1753. Posteriorment, entre 1754-5, va viure i treballar en Longton Hall, on el seu pare habitava. El 1756, després d'haver acumulat capital, i després de familiaritzar-se amb els principals fabricants de porcellana i els seus productes, va decidir fundar una fàbrica de porcellana a Derby, a Nottingham Road. En aquest projecte, que va ser finançat per John i Christopher Heath, banquers locals, i ajudat per l'experiència d'Andrew Planche, un terrisser que vivia a la ciutat. Després del fracàs dels Heath, es va fer càrrec del negoci. Va morir el novembre de 1786, i va ser succeït pel seu fill, William Duesbury II.